# Aviatyrannis
Aviatyrannis is een geslacht van vleesetende theropode dinosauriërs, behorend tot de groep van de Coelurosauria, dat tijdens het late Jura leefde in het gebied van het huidige Portugal. De enige benoemde soort is Aviatyrannis jurassica.

## Vondst en naamgeving
Eind twintigste eeuw werden er in de bruinkoolmijn van Guimarota bij Leiria botten gevonden van een theropode. Deze werden in 2000 door Oliver Walter Mischa Rauhut toegeschreven aan Stokesosaurus. In 2003 echter benoemde hij ze als een nieuwe typesoort: Aviatyrannis jurassica. De geslachtsnaam is afgeleid van het Latijnse avia, "grootmoeder" en tyrannus, "tiran", een verwijzing naar de Tyrannosauroidea. De soortaanduiding verwijst naar het Jura. Rauhut wilde de soortnaam als geheel de betekenis geven van "Jurassische grootmoeder van de tiran" en dacht dat tyrannis de genitief was van tyrannus; in feite is dat echter tyranni.

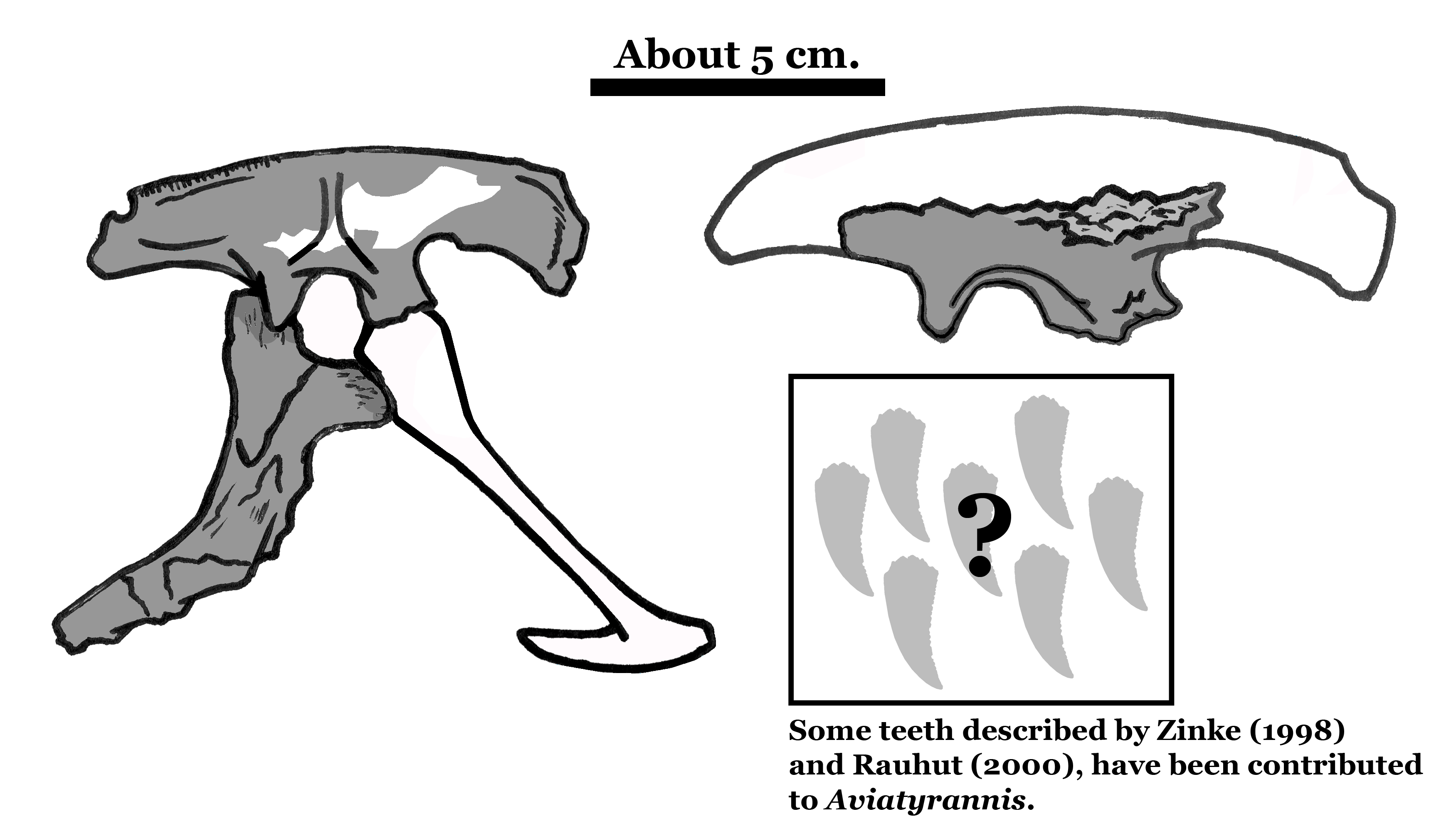
Het fossiele materiaal van Aviatyrannis; anders dan de afbeelding suggereert, is het holotype niet met het zitbeen in verband gevonden

Het holotype, IPFUB Gui Th 1, is gevonden in een laag van de Alcobaçaformatie die dateert uit het vroege Kimmeridgien, ongeveer 155 miljoen jaar oud. Het bestaat uit een rechterdarmbeen, wellicht van een jong dier. Verschillende andere fossielen werden door Rauhut in 2003 aan de soort toegewezen: IPFUB Gui Th 2, de onderkant van een tweede rechterdarmbeen, IPFUB Gui Th 3, een rechterzitbeen en verder verschillende tanden. Alle vondsten komen uit de Guimarotavindplaats en zijn apart aangetroffen. Het tweede darmbeen is toegewezen op grond van vormovereenkomsten; het zitbeen en de tanden alleen omdat ze tyrannosauroïde materiaal vertegenwoordigen. De tanden zijn apart door Jens Zinke beschreven in 1998. Het gaat om de specimina IPFUB GUI D 89-91: drie tanden uit de praemaxilla, en IPFUB GUI D 174-186: dertien tanden uit de maxilla en de onderkaak. De fossielen maken deel uit van de collectie van de Vrije Universiteit Berlijn.
Rauhut opperde in 2003 dat bepaalde vondsten uit Noord-Amerika die aan Stokesosaurus waren toegewezen, in feite aan Aviatyrannis toebehoorden. Veel Portugese onderzoekers gebruiken overigens de naam "Aviatyrannis" niet en blijven naar het tyrannosauroïde materiaal uit hun land verwijzen onder de noemer Stokesosaurus, soms gekwalificeerd als een "Stokesosaurus jurassica"; die laatste naam is echter nooit formeel als nieuwe combinatie voorgesteld.

## Beschrijving
Aviatyrannis is een kleine tweevoetige roofsauriër. In 2010 schatte Gregory S. Paul de lichaamslengte van het individu van het holotype op één meter, het gewicht op vijf kilogram. Het tweede darmbeen en het zitbeen zijn van exemplaren die iets groter waren. De geringe grootte doet vermoeden dat het om jonge dieren gaat; de volwassen grootte is onduidelijk.

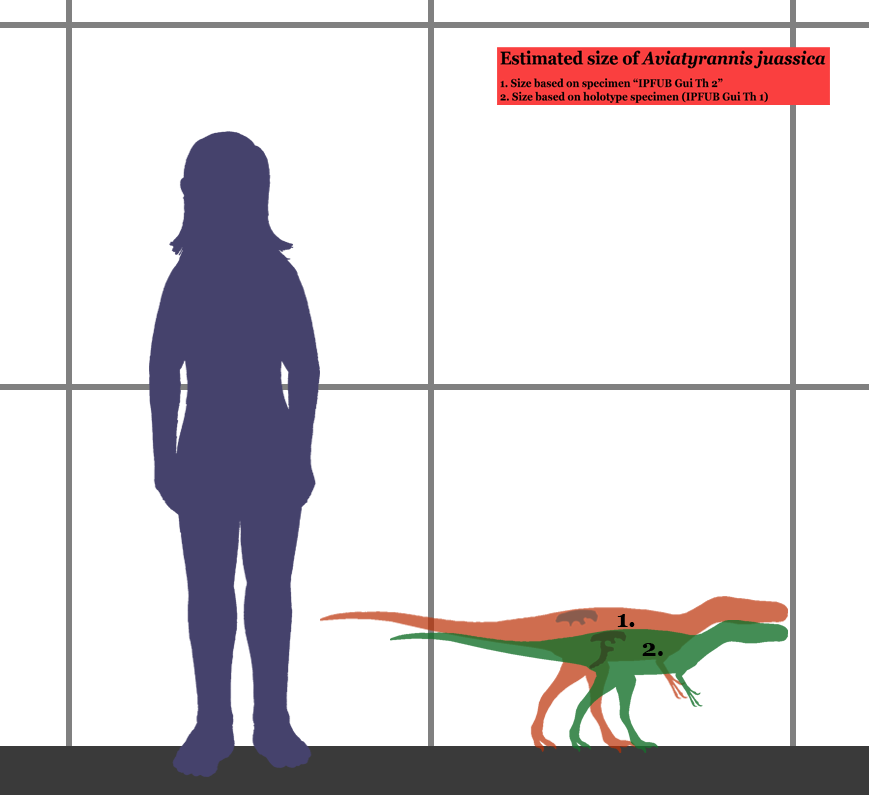
Aviatyrannis in grootte vergeleken met een mens, het holotype in het groen, IPFUB Gui Th 2 in het oranje

Het darmbeen heeft een lengte van negen centimeter. Het blad ervan is met een hoogte van eenentwintig millimeter laag en lang. Het voorblad heeft bovenaan een holle voorrand gescheiden van de bovenrand van het blad door een kleine ronde inkeping. De voorrand eindigt onderaan in een afhangende punt. Het kortere achterblad is achteraan schuin afgesneden. Boven het heupgewricht bevindt zich de voor tyrannosauroïden kenmerkende verticale richel die binnenin hol is, zoals blijkt uit een breuk. Het aanhangsel voor het zitbeen is veel smaller dan dat voor het schaambeen. Problematisch is dat het toegewezen zitbeen bovenaan juist een breed uiteinde als raakvlak met het darmbeen heeft. Het raakvlak met het schaambeen is hol. De schacht van het zitbeen kromt als geheel wat naar boven en lijkt van voor naar achter versmallend te eindigen zodat er geen "voet" aanwezig was; overdwars verbreedt hij juist. De voorrand van het zitbeen draagt een driehoekig uitsteeksel, de processus obturatorius, dat zich bovenaan plots verheft, door een inkeping gescheiden van de schacht, maar naar onderen toe in een geleidelijk verlagende richel uitloopt. Waar deze ophoudt, maakt de schacht een plotse knik naar boven toe.
De tanden van de praemaxilla, de snuitpunt, hebben een typisch tyrannosauroïde vorm met een D-vormige doorsnede, gemiddeld 3,02 millimeter breed en 2,99 millimeter dik, en een gemiddelde lengte van 6,19 millimeter. Ze hebben op zowel de voorrand als de achterrand kartelingen met een dichtheid van vijf à zeven vertandingen per strekkende millimeter. Tussen de vertandingen lopen "bloedgroeven" de tand op. Beide snijranden bevinden zich aan de achterzijde van de tandkroon, wat de D-vormige doorsnede veroorzaakt. De achterkant van de kroon toont een duidelijke verticale middenrichel met ernaast lagere richels. De meer achtergelegen tanden hebben een gemiddelde lengte van 10,15 millimeter. Ze zijn zeer langwerpig en alleen bij de punt naar achteren gekromd. Aan de basis hebben ze een cirkelvormige doorsnede; de punt is meer afgeplat. Beide snijranden hebben kartelingen die loodrecht op de rand staan; dat is ook de oriëntatie van hun "bloedgroeven" die dus niet naar beneden draaien als ze de kroon oplopen. De vertandingen van de achterste rand zijn hoger dan die van de voorste rand. Er staan gemiddeld iets meer vertandingen op de voorste snijrand, variërend van 0 tot 33%. De achterste snijrand draait in het midden van de kroon plots meer naar voren.

## Fylogenie
Aviatyrannis werd door Rauhut in de Tyrannosauroidea geplaatst. Volgens alle volgende cladistische analyses had het daarin een basale positie, die wegen het gebrek aan gegeven lastig exacter is vast te stellen. Aviatyrannis is een van de oudste soorten die erg zeker tot de tyrannosauroïden behoort; mogelijke nog oudere leden zijn Proceratosaurus en Iliosuchus. Portugal was indertijd een met open bossen begroeid eiland voor de kust van Noord-Amerika in de zich vormende Atlantische Oceaan; het voorkomen van Aviatyrannis is een aanwijzing dat er tijdens het Kimmeridgien nog regelmatig landbruggen waren tussen beide gebieden.
In 2023 werd geopperd dat de soort in feite een lid van de Ornithomimosauria was, gezien de gelijkenis van het darmbeen met dat van Tyrannomimus.